# Брандон (Манитоба)
Брандон (енгл. Brandon) је други по величини град у канадској провинцији Манитоба. Град је смештен на обалама реке Асинибојн на југозападу провинције у регији Вестман. Основан је 1881. године.

Град има и властити универзитет Брандон и колеџ Асинибојн.
Други је по важности град у Манитоби и важно тржиште локалних пољопривредних производа. Привреда града почива на пољопривредној производњи и прехрамбеној индустрији, те на индустрији вештачких ђубрива.

## Географија
Град Брендон је смештен у вегетацијски мешовитом подручју тајги и прерија у југозападном делу Манитобе, на обали реке Асинибојн. Северно од града налази се национални парк Рајдинг маунтин. 

## Демографија
Према резултатима пописа становништва из 2011. у граду је живео 46.061 становник у укупно 23.235 домаћинстава, што је за 11% више у односу на 41.511 житеља колико је регистровано 
приликом пописа 2006. године. У ширем градском подручју према подацима са истог пописа живело је 56.219 становника. 
| 1996.  | 2001.  | 2006.  | 2011.  | 2016.  |
| ------ | ------ | ------ | ------ | ------ |
| 39.175 | 39.716 | 41.511 | 46.061 | 48.859 |